# Monica Sweetheart
Monika Listopadová, més coneguda com a Monica Sweetheart (Beroun, República Txeca, 23 de juny de 1981), és una model eròtica i actriu porno txeca, qui ha rodat més de 350 pel·lícules d'ençà que va debutar el 1999.

## Biografia
L'actriu va començar fent reportatges fotogràfics com a model eròtica. El 1999, amb tot just 18 anys, debuta en una producció alemanya en la qual utilitza el seu nom real (cosa que només repetiria en una altra pel·lícula). El 2000 és dirigida per John Stagliano, en una de les entregues de la famosa saga Buttman el que li donaria notorietat. A més, el llançament de la seva carrera es veu afavorit pel seu bon domini de l'anglès, cosa poc habitual en les actrius de l'Europa de l'Est. Aquest mateix any debuta amb Private a Private Odyssey 2001 II i The Academy on comparteix cartell amb Sylvia Saint i Lea De Mae.
Des del 2000 fins al 2003 l'actriu roda tant Europa com als Estats Units. D'aquesta època és també algun títol rodat a Espanya com Psycho Sex (2002), Embrujo sexual (2002), Crazy Bullets (2003) o 616 DF: El diablo español vs. Las luchadoras del este (2003) dirigida per Sandra Uve.
Totes aquestes actuacions la van convertir en una habitual del Festival Eròtic de Barcelona (Ficeb).
Des del 2004, i encara que segueix rodant a Europa, l'actriu decideix centrar-se en la seva carrera nord-americana on roda pels estudis més importants com Vivid, Evil Angel, VCA, Hustler o Zero Tolerance. Aquest mateix any és nominada als X-rated Critics Organization (XRCO) en la categoria Millor Escena en Grup per la seva escena a Eye of the Behold, encara que finalment no s'enportaria el guardó. Tampoc guanyaria el Premi AVN a la millor actriu estrangera de l'any.
El 2005 Private li va dedicar un dels seus DVD recopilatoris a The Private Story of: Monica Sweetheart recollint algunes de les seves millors escenes per a la productora.
En les seves pel·lícules, l'actriu realitza escenes de sexe anal i doble penetració, destacant les seves escenes de sexe interracial.
En les seves escenes interracials, ha estat penetrada per l'anus per actors com Lexington Steele o Mr Marcus, amb qui adora rodar escenes i més, ha realitzat una escena de doble penetració amb els dos actors junts.
A partir del 2008 s'observa una disminució del nombre de pel·lícules protagonitzades a l'any. Així, el 2008 només va rodar 4 títols, enfront dels 16 del 2007 o els 47 del 2006. I l'any 2009 només va filmar una pel·lícula.

## Aparició a la televisió
El 26 de novembre de 2006 va aparèixer a la comèdia belga Willy's en Marjetten, on s'interpreta si mateixa fent una escena on és perseguida pel seu club d'admiradors en un aeroport.

## Guardons
Premis
- 2001 FICEB Ninfa Award – millor actriu de repartiment: Face Dance Obsession[6]

Nominacions
- 2002 AVN Award - Best New Starlet[7]
- 2004 AVN Award - Female Foreign Performer of the Year[8]
- 2005 AVN Award - Best Group Sex Scene – Video: Eye of the Beholder (amb Jessica Drake, Lezley Zen i Tommy Gunn)[9]